# Kasyda
Kasyda (arab. ‏قصيدة‎), inaczej poemat celowy – klasyczna forma poezji arabskiej – wiersz stychiczny, czyli bez podziału na strofy, składający się z od kilkudziesięciu do stu kilku dwudzielnych wersów zwanych bajtami, monorytmiczny i monorymiczny. Jako forma literacka powstał w przedmuzułmańskiej Arabii i początkowo był przekazywany ustnie, z czasem zapisywany. Wraz z rozwojem literatury arabskiej terminem kasyda zaczęto nazywać każdy rodzaj wiersza. Gatunek ten jest chętnie wykorzystywany w świecie arabskim, ponieważ jednak specyfika kasydy odpowiada tylko normom języka arabskiego (monorym), gatunek ten nie zdobył większej popularności poza nim.

## Struktura staroarabskiej kasydy
Kasyda składa się z dwudzielnych wersów zwanych bajtami. Kolejne, stałe części wiersza to:
1. nasib, wstęp liryczny, nazywany „opłakiwaniem obozowiska” – opis śladów po obozowisku, które poeta zobaczył jadąc na wielbłądzie; element ten pojawia się także w późniejszych kasydach ludów osiadłych.
2. wasf, opis – najczęściej wielbłąda lub konia, często też sokoła, czasem pięknej kobiety.
3. kasd, cel – cele były różne: ta część mogła mieć wymowę panegiryczną (madih), autopanegiryczną (fahr), np. pochwała własnego plemienia, bądź żałobną, refleksyjną (marsijja).
4. hikma – podsumowanie, mądrość, morał.